# Aeroportul Valladolid
Aeroportul Valladolid (IATA: VLL, ICAO: LEVD) este un aeroport din Villanubla⁠(d), Provincia Valladolid, Castilia și León, Spania ce deservește zona Villanubla⁠(d). Aeroportul a fost tranzitat în 2022 de 172.006 pasageri. A fost deschis în 1910.
Situat la o altitudine de 846 m, aeroportul dispune de 2 piste. Este operat de ENAIRE⁠(d).

## Infrastructură

### Piste
Aeroportul dispune de 2 piste. Pista 05/23 are suprafața de beton și dimensiunile 3.005 m × 45 m. Pista 15/33 are suprafața de land[*] și dimensiunile 907 m × 60 m. 